# رتبه‌بندی
رتبه‌بندی (انگلیسی: Ranking) رابطه‌ای میان مجموعه‌ای از اشیاء است، به‌گونه‌ای که برای هر دو شیء دل‌خواه از این مجموعه، یا «رتبه‌ی اولی از دومی بالاتر است»، یا «رتبه‌ی اولی از دومی پایین‌تر است»، و یا «رتبه‌ی اولی و دومی یک‌سان است».